# ماريا ساما غا ميترو
ماريا ساما غا ميترو (باليابانية: マリア様がみてる) (بالإنجلزية: Maria-sama ga Miteru) تعني (إنّ مريم العذراء تراقبك) أو (مريم العذراء تحرسنا) أو تختصر باليابانية(マリみて) وتقصد (ماريميت)، هي سلسلة روايات خفيفة يابانية كتبت من قبل أويكي كونو، ورسمت من قبل رين هيبيكي. هذا المسلسل يركز على مجموعة من الفتيات في سن المراهقة بتواجد في مدرسة ليليان الكثوليكية للبنات في طوكيو، اليابان. وينقيم الملسل إلى 13 حلقة، وهناك قاسماً مشتركاً في مختلف السلسلة تدور حول الحياة والعلاقات الوثيقة من مجلس الطلاب للمدرسة المعروفة باسم مجلس يامايوري. تعتبر ماريا ساما غا ميترو الممثلة للروايات ذو المحتوى يوري التي تدور حول علاقات حميمة بين الفتيات.

## القصة
تحدث القصّة في مدرسة ليليان الداخلية الخاصّة للبنات، أسّست عام 1902، فخورة بتقليدها الطويل وأسلوبها مدرستها الرائع. محاط بالبيئة الغنية لموساشينو، مدرسة ليليان الداخلية تمتلك كلية وروضة أطفال ومدرسة ابتدائية ومتوسطة وعليا، تعلّم المدرسة الشابّات من العوائل النبيلة ويجهّزنهم مع معرفة غنية وأساليب رفيعة.
في هذه المدرسة يوجد تقليد يسمى سويور وهو أن كل بنات أكبر سنّا يأخذن بنت أصغر كأختهم الصغيرة لكي يأمرا وينتبها إليهم والقصة ببطولة طالبة جديدة وصغيرة اسمها يومي.

## الشخصيات
(Red Roses) معنها (الورد الأحمر)
- الاسم: يومي فوكوزاوا
- مستوى التعليم: السنة الأولى
- الزميل: ساتشيكو

خجولة وغير متأكدة جدا نفسها. تحبّ ساتشيكو كثيرا.
- الاسم: ساتشيكو أوغاساوارا
- مستوى التعليم: السنة الثانية
- الزميل: ميزانو يوكو

غيورة جدا على يومي وتهتمّ بعمق، هي مثالية في كل شيء تقريبا.
- الاسم: ميزونو يكو
- مستوى التعليم: السنة الثالثة
- الزميل: غير معروف

هادئة جدا وغالبا ما في وجهها ابتسامة.
(Yellow Roses) معنها (الورد الأصفر)
- الاسم: شيمازو يوشينو
- مستوى التعليم: السنة الأولى
- الزميل: هاسيكورا ري

هي متكلّفة معتدلة هادئة، تحبّ الألعاب الرياضية لكنها مريضة بالقلب.
- الاسم: هاسيكورا ري
- مستوى التعليم: السنة الثانية
- الزميل: شيمازو يوشينو

بارعة في فنون الدفاع الذاتي، انثوية جدا.
- الاسم: توري إريكو
- مستوى التعليم: السنة الثالثة
- الزميل: غير معروف

## التلميحات
الانمي يقال أنه يحمل طابع ديني واخوي
أحمر: الحبّ، عاطفة، احترام، شجاعة
الأصفر: البهجة، صداقة
الأبيض: البراءة، نقاوة، سرية
إنّ تمثال مريم العذراء والسبح الذي تتبادل البنات على يصبحن سوير رسائل تذكير قوية من جذور ليليان التقليدية الدينية؛ هي مقارنة مثيرة إلى مواضيع يوري القويّة في محور القصة كدين تقليدي.

## الصلات الخارجية
- Maria-sama ga Miteru official website (باليابانية)
- TV Tokyo's page for the first season anime (باليابانية)
- TV Tokyo's page for the second season anime (باليابانية)
- Maria Watches Over Us anime official website نسخة محفوظة 10 فبراير 2011 على موقع واي باك مشين.